# Uwe Blab
Uwe Konstantin Blab (* 26. März 1962 in München) ist ein ehemaliger deutscher Basketballspieler. Er war einer der ersten deutschen Spieler in der US-Basketball-Profiliga NBA. Wegen seiner roten Haare und beeindruckenden Größe von 2,16 m bekam er in den Vereinigten Staaten den Spitznamen „Burning Skyscraper“ (deutsch: brennender Wolkenkratzer).

## Laufbahn
Blab spielte als Jugendlicher Fußball und Handball. Seine Schwester begann mit Basketball und brachte ihren Bruder ebenfalls zu der Sportart. Er begann mit 15 Jahren mit dem Basketball, er kam durch den Vereinspräsidenten Helmut Handwerker zum DJK Sportbund München und wurde anfangs von dem renommierten Trainer Laszlo Lakfalvi in der Jugendmannschaft des Vereins trainiert. Nach einem Freundschaftsspiel seiner Mannschaft gegen die Effingham Highschool aus dem US-Bundesstaat Illinois in München, an dem Blab selbst aufgrund einer Verletzung nicht teilnahm, wurde er vom Vater eines der US-Gästespielers aufgrund seiner Körpergröße angesprochen, ohne dass er ihn jemals Basketball spielen gesehen hatte. Der Sohn eines Rechtsanwalts wechselte mit 17 Jahren als Austauschschüler in die USA und besuchte die Effingham Highschool zunächst ein Jahr als Austauschschüler. Er lebte als Gastsohn bei der Familie seines Trainers. Nach diesem Jahr entschied er sich, weiterhin in den Vereinigten Staaten zur Schule zu gehen. Eigener Aussage nach änderte sich die Art und Weise, wie Blab in der Öffentlichkeit wahrgenommen wurde, mit seinem Umzug in die Vereinigten Staaten erheblich. In Deutschland sei er wegen seiner Körpergröße oft gehänselt und merkwürdig betrachtet worden, während seine Körpergröße in den USA als etwas Positives erachtet worden sei. Sein jüngerer Bruder Olaf wechselte später ebenfalls als Basketballer in die Vereinigten Staaten.
1979 und 1980 nahm Uwe Blab mit den bundesdeutschen Auswahlmannschaften an der Kadetteneuropameisterschaft 1979 und Junioreneuropameisterschaft 1980 teil. Während er bei dem Turnier 1979 in Syrien noch Ergänzungsspieler war und nur in einem Spiel punktete (zwei Punkte gegen Belgien), war er bei der Junioren-EM in Celje ein Jahr später mit 11,3 Punkten pro Begegnung drittbester Korbschütze der BRD-Mannschaft.
Ursprünglich gab er der Duke University mit dem damaligen Jungtrainer Mike Krzyzewski eine Zusage, wurde von Verantwortlichen der Effingham Highschool aber überzeugt, seine Entscheidung zu ändern. Von 1981 bis 1985 spielte Blab und studierte Mathematik an der Indiana University, dort spielte er unter Trainer Bob Knight. Er kam in 118 Spielen für die Hochschulmannschaft auf Mittelwerte von 11,5 Punkten, 5,4 Rebounds und 1,7 Blocks. Sein bestes Spieljahr in der NCAA war seine Seniorsaison 1984/85, als er 16 Punkte, 6,3 Rebounds sowie 2,2 Blocks pro Partie verbuchte. Eigener Aussage nach reizte ihn insbesondere die Möglichkeit, kostenlos zu studieren, seine Basketball-Leidenschaft sei zunächst nicht sehr ausgeprägt gewesen, äußerte Blab 1989. Eine Laufbahn als Berufsbasketballspieler habe er nicht im Blick gehabt, erst während seiner Abschlusssaison an der Indiana University habe er diese Möglichkeit in Erwägung gezogen.
Blab wurde beim NBA-Draft 1985 an 17. Stelle mit vielen Vorschusslorbeeren und hohen Erwartungen neben Detlef Schrempf von den Dallas Mavericks ausgewählt. Diese konnte er jedoch nie erfüllen. Blab nannte die Zeit in Texas frustrierend, da er das Gefühl gehabt habe, der Mannschaft helfen zu können, er habe aber zu selten die Gelegenheit erhalten. Ein richtiger Star werde er in der NBA zwar nicht werden, aber er könne seinen Mannschaften dennoch etwas geben, so Blab im Jahr 1989. Während seiner Zeit in Dallas arbeitete er zeitweise neben dem Basketball für ein Computerunternehmen. Im September 1989 wurde er von den Golden State Warriors verpflichtet, im Februar 1990 aber im Tausch gegen Landsmann Christian Welp zu den San Antonio Spurs transferiert. Bei den Texanern war Blabs Aufgabe eigener Aussage nach insbesondere, im Training als Gegenspieler von David Robinson zu fungieren. Er bestritt insgesamt 235 NBA-Spiele, in denen er im Schnitt 8,4 Minuten auf dem Feld stand und 2,1 Punkte sowie 1,8 Rebounds erzielte.
Danach beendete er seine NBA-Karriere und wechselte zum Club Basket Neapel nach Italien. In der italienischen Serie A erreichte Blab während des Spieljahres 1990/91 bei zwölf Einsätzen Mittelwerte von 11,1 Punkten und 7,1 Rebounds. 1991 unterschrieb er bei Alba Berlin, wo er 1993 seine Karriere beendete. In der Saison 1992/93 spielte er in Berlin in einer Mannschaft mit seinem Bruder Olaf. Er bestritt 94 Spiele für die Berliner und erzielte im Schnitt 12,6 Punkte je Begegnung. In der Saison 1991/92 war Blab in der Bundesliga drittbester Korbschütze der Berliner (12,8 Punkte/Spiel) und bester Rebounder (10,1 Rebounds/Spiel). In seinem zweiten Berliner Jahr fielen seine Werte auf 11,7 Punkte und 6,8 Rebounds je Begegnung. Anschließend beendete er seine Laufbahn. „Ich war erst 31, ich hätte noch ein paar Jahre in mir gehabt. Berlin wollte mich weiterverpflichten und hätte mir gutes Geld gezahlt. Aber ich hatte die Schnauze voll“, so Blab im Gespräch mit dem Südkurier im Jahr 2017.
Zweimal nahm Blab an Olympischen Spielen teil, 1984 in Los Angeles und 1992 in Barcelona. Mit 9,6 Punkten und 4,6 Rebounds war er bei Olympia 1984 in beiden Werten zweitbester deutscher Spieler (jeweils hinter Schrempf). Bei dem Turnier traf Blab mit Deutschland im Viertelfinale auf die US-Nationalmannschaft, die von Blabs damaligen Trainer an der Indiana University, Bob Knight, betreut wurde. Bei der Europameisterschaft 1985 im eigenen Land war Blab mit 13,6 Punkte je Begegnung drittbester Korbschütze der bundesdeutschen Mannschaft hinter Schrempf und Mike Jackel. Bei den Olympischen Spielen 1992 erzielte Blab 3,8 Punkte pro Partie.
Anschließend zog Blab mit Frau und Kindern (eine Tochter, zwei Söhne) zurück nach Texas auf eine Ranch und wurde beruflich als Entwickler von Computerprogrammen tätig. Blab verlor im Januar 2010 seinen erstgeborenen Sohn, der 19-jährig an einem College in San Marcos (Texas) unbeteiligt in eine Schlägerei geriet und tödliche Verletzungen erlitt. Seine Tochter Laura spielte Volleyball an der University of Louisville.